# Källna landskommun
Källna landskommun var en tidigare kommun i dåvarande Kristianstads län.

## Administrativ historik
Kommunen bildades i Källna socken i Norra Åsbo härad i Skåne när 1862 års kommunalförordningar trädde i kraft.
Vid kommunreformen 1952 uppgick kommunen i Östra Ljungby landskommun som upplöstes 1974 då denna del uppgick i Klippans kommun.